# Me & My (album)
Me & My er debutalbummet fra den danske eurodanceduo Me & My, der oprindeligt blev udgivet 1995. Albummet indeholder gruppens mest succesfulde single "Dub-I-Dub", der nåede hitlisterne i adskillige lande, heriblandt #1 på Tracklisten i Danmark og #2 på Sverigetopplistan i Sverige.

## Spor
Alle sange er skrevet af Susanne og Pernille Georgi, medmindre andet er noteret.
1. "Baby Boy" (Susanne Georgi, Pernille Georgi, Peter Hartmann, Jan Langhoff, Richie Balmorian, Jay Balmorian, Robin Rex)
2. "Lion Eddie"
3. "I Belong to You"
4. "Waiting"
5. "Magic Love"
6. "Dub-I-Dub"
7. "So Many Times" (Hartmann, Langhoff, R. Balmorian, J. Balmorian, Trine Quaade)
8. "Close"
9. "Show Your Love"
10. "Show Me"
11. "You & I"

## Toshiba EMI versioner
To andre versioner af albummet blev udgivet af Toshiba EMI i 1996 og 1998. Disse blev kun udgivet i Japan.

### 1996 version
1996-versionen blev udgivet 10 februar 1996, og nåede #6 på den ugentligt albumhitliste Oricon den 18. marts, 1996 og blev rangeret som #36 på Oricons årligt Top 100 bedst-sælgende albums i 1996 med 627.520 solgte eksemplarer.
1. "Dub-I-Dub"
2. "Baby Boy"
3. "Lion Eddie"
4. "I Belong To You"
5. "Waiting"
6. "Magic Love"
7. "So Many Times"
8. "Close"
9. "Show Your Love"
10. "Show Me"
11. "You & I"

### 1998 version
1998-versionen blev udgivet d. 28. marts, 1998.
1. "Touch Of Your Love"
2. "Dub-I-Dub"
3. "Baby Boy"
4. "Lion Eddie"
5. "I Belong To You"
6. "Waiting"
7. "Magic Love"
8. "So Many Times"
9. "Close"
10. "Show Your Love"
11. "Show Me"
12. "You & I"